# Birkhahn (Wappentier)

Birkhahn im Wappen der Gemeinde Dörpstedt

Der Birkhahn, auch Spielhahn genannt, ist in der Heraldik ein Wappentier.
Er ist der männliche Vertreter des Birkhuhnes der Fasanenartigen Hühnervögel. Als gemeine Figur ist seine Darstellung im Wappen wenig abweichend vom realen Tier.
Dargestellt wird er balzend, auffliegend oder auf einem Ast (Baum) aufsitzend. Hauptblickrichtung ist heraldisch rechts.
Die Verbreitung als Wappenfigur fällt mit seinem natürlichen Lebensraum zusammen. Eine besondere Symbolik des Birkhahnes ist nicht bekannt.
Vorwiegend erfolgt seine Darstellung in der Balzhaltung. Die Farbgebung ist vorwiegend schwarz. Die aufgerichteten Schwanzfedern werden auf der Unterseite in Weiß (Silber) tingiert. Die Gesamtheit der Schwanzfedern beim Birkhahn wird in der Jägersprache Spiel genannt. Die Flügel sind abgespreizt und werden, wie die Bewehrung, anders tingiert. Mindestens die Unterseite ist weiß gehalten. Zur Bewehrung werden der Schnabel, Kamm und die Füße gerechnet.

## Birkhahn im Wappen
Beispielsweise führen folgende Orte und Gebietskörperschaften in ihren Wappen einen Birkhahn: Dellstedt, Dörpstedt, Groß Niendorf (Holstein), Grünbach (Oberösterreich), Hohne, Königsmoor, Lentföhrden, Oggelshausen, Owschlag, Samtgemeinde Hanstedt, Stemmen (Landkreis Rotenburg), Twist (Emsland), Wesendorf, Wiesmoor, Hopsten (einschließlich Ortsteil Halverde), Schneeren.

## Auerhahn im Wappen
Der Hahn vom Auerhuhn, der Auerhahn, als weiterer Vertreter der Fasanenartigen Hühnervögel, wird als Wappentier genommen. Die Darstellung ist der des Birkhahnes entsprechend.
Beispielsweise führen der Landkreis Freudenstadt sowie die Gemeinden Seewald und Simmersfeld in ihren Wappen einen Auerhahn. Auch der Ortsteil Balsbach (heute Gemeinde Limbach) bildete hier einen Auerhahn ab.

Landkreis Freudenstadt
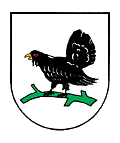
Balsbach
Oggelshausen
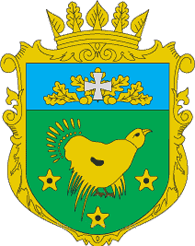
Rajon Rokytne
Seewald
Simmersfeld